# Бурков Василь Герасимович
Василь Герасимович Бурков (рос. Василий Герасимович Бурков; 17 квітня 1901 — 13 грудня 1957) — радянський воєначальник часів Другої світової війни, генерал-лейтенант танкових військ (1943).

## Життєпис
Народився в селі Кураково, нині Менделєєвського району Татарстану, в селянській родині. Росіянин. У 1914 році закінчив двокласне міське училище.
У лавах РСЧА з березня 1919 року: червоноармієць загону ревкому при 40-му стрілецькому полку 28-ї стрілецької дивізії. Учасник громадянської війни в Росії. У червні 1919 року звільнений у запас, проте вже у квітні 19230 року призваний до війська: червоноармієць, а з травня того ж року — політрук команди 5-го запасного полку Приволзького ВО. З грудня 1920 року — комісар 80-го стрілецького полку 27-ї окремої стрілецької бригади. Член РКП(б) з 1920 року (п/кв. № 03551857).
З травня по жовтень 1921 року — слухач Самарських військово-політичних курсів Приволзького ВО. З жовтня 1921 року — помічник командира з політичної частини, з травня 1922 року — комісар бронепоїзда № 70 Заволзького ВО, з липня 1923 року — командир і комісар бронепоїзду № 5 Західного ВО.
З жовтня 1924 по вересень 1925 року — слухач Ленінградських артилерійських курсів удосконалення командного складу РСЧА. З жовтня 1925 року — командир і комісар бронепоїзда № 4 Білоруського ВО. З квітня 1926 року — помічник командира, з жовтня 1927 року — комісар і командир 2-го дивізіону бронепоїздів Білоруського ВО. З грудня 1929 року — командир Приморського дивізіону бронепоїздів особливої Червонопрапорної Далекосхідної армії (ОЧДСА).
З квітня 1930 року — виконуючий обов'язки керівника групи слухачів Ленінградських бронетанкових курсів удосконалення командного складу РСЧА; з жовтня того ж року — командир окремого навчального автобронедивізіону, з жовтня 1931 року — командир навчального механізованого полку, а з грудня 1932 року — начальник курсу слухачів важких машин Ленінградських бронетанкових КУКС РСЧА. У 1932 році — слухач Технічних курсів Тсоавіахіму, відомі під назвою «школа „Кама“».
З серпня 1933 року — виконуючий посаду начальника 1-го відділення автобронетанкового управління ОЧДСА. У вересні 1936 року призначений комісаром і командиром 8-го механізованого полку, а у березні 1937 року — командиром 2-ї окремої механізованої бригади ОЧДСА.
28 липня 1938 року заарештований і по 26 травня 1939 року перебував під слідством. Після припинення слідства і звільнення перебував у розпорядженні ГУК НКО.
У листопаді 1939 року призначений помічником з навчальної частини начальника Ленінградських БТ КУКС РСЧА.
У червні 1940 року призначений командиром 9-ї окремої танкової дивізії Середньоазійського ВО. На цій посаді зустрів початок німецько-радянської війни. 9-та (з липня 1941 року — 104-та) окрема танкова дивізія брала участь у Смоленській битві. Під Рославлем дивізія зазнала значних втрат, потрапила в оточення, але, завдяки полковнику В. Г. Буркову, спромоглась вирватись з нього. У серпні 1941 року в бою поблизу села Старінки був важко поранений, ушпиталений.
Після одужання у жовтні 1941 року призначений начальником командного факультету Військової академії механізації і моторизації РСЧА імені Сталіна (м. Ташкент).
Наказом НКО № 02295 від 19.04.1942 року призначений командиром 10-го танкового корпусу, який у складі 16-ї армії Західного фронту брав участь у радянському наступі на жиздрінському напрямку з району південно-західніше міста Сухиничі.
З другої половини листопада 1942 року на Південно-Західному фронті, перебуваючи у складі рухомої групи генерала М. М. Попова, корпус брав участь у Ворошиловградській наступальній операції. Генерал-майор танкових військ В. Г. Бурков вміло командував корпусом при форсуванні річки Сіверський Донець у січні 1943 року. Війська під його командуванням з ходу захопили плацдарм в районі населених пунктів Закітне, Серебрянка, 19 лютого увійшли до міста Красноармійськ і перейшли до оборони.
У липні 1943 року, в ході Курської битва був вдруге поранений.
Наказом НКО № 03520 від 21.08.1943 року призначений начальником Ленінградської вищої офіцерської бронетанкової школи.
У жовтні 1949 року призначений помічником командувача 5-ї гвардійської механізованої армії Білоруського ВО.
З квітня 1952 року — помічник командувача 2-ї гвардійської механізованої армії Групи радянських окупаційних військ у Німеччині.
З вересня 1953 року перебував у розпорядження начальника Вищої військової академії імені К. Є. Ворошилова. З листопада 1953 по листопад 1954 року — слухач Вищих академічних курсів при Вищій військовій академії імені К. Є. Ворошилова.
Наказом міністра оборони СРСР № 0890 від 15.02.1955 року генерал-лейтенант танкових військ Бурков В. Г. звільнений у запас за ст. 59б (через хворобу) з правом носіння військової форми.
Мешкав у Ленінграді, де й помер. Похований на Волковському цвинтарі.

## Нагороди
Нагороджений орденом Леніна (21.02.1945), чотирма орденами Червоного Прапора (30.01.1943; 17.04.1943; 03.11.1944; 20.06.1949), медалями, Партизанською Зіркою 1-го ступеня (Югославія).

## Військові звання
- полковник (Наказ НКО № 339 від 28.01.1937);
- генерал-майор танкових військ (Постанова РНК СРСР № 615 від 03.05.1942);
- генерал-лейтенант танкових військ (Постанова РНК СРСР № 643 від 07.06.1943).